# Atenció a la dependència al Japó
L'atenció a la dependència al Japó segueix el model de protecció de model assistencial dins del sistema de la seguretat social. El sistema es caracteritza per cobrir les cures personals amb la seguretat social i perquè l'assistència sanitària és finançada per altra via (impostos), malgrat que hi ha casos que no és clara la diferència entre les dues classes de prestacions. Protegeix a les persones majors de més de 65 anys.

## Història
L'abril de 2000 es va establir el sistema de protecció de model assistencial dins del sistema de la seguretat social. Els asseguradors eren els governs municipals.
El sistema d'antenció requeria per a la seua implementació d'un sistema de certificació de les necessitats estandarditzat a nivell estatal perquè es determinara l'eligibilitat del servei de manera objectiva, justa i eficient.
Tres anys després de la implementació, tant el sistema d'atenció a la dependència japonès com el sistema de certificació de necessitats va ser generalment acceptat al país. Malgrat l'èxit general, hi havia problemes com les diferències territorials, la demanda creixent de serveis i la dificultat de mantindre la certificació de les necessitats lluny de les qüestions polítiques.